# Karen Palomeque
Karen Tatiana Palomeque Moreno, née le 1er juillet 1994 à Medellín, est une athlète handisport colombienne concourant en sprint et en saut en longueur dans la catégorie T38 pour les athlètes ayant infirmité motrice cérébrale « minimale ». Elle est sacrée championne paralympique du 100 m aux Jeux de 2024.

## Carrière
Karen Palomeque est née le 1er juillet 1994 dans le quartier de La Iguana à Medellín avec une hémiparésie (faiblesse musculaire ou paralysie partielle d'un côté du corps) du côté gauche. Elle fait des études au  Tecnológico de Antioquia. Elle est surnommée la « princesse du para-athlétisme » dans son pays.
Palomeque participe aux Championnats du monde 2023 à Paris où elle décroche trois médailles d'or : sur le 100 m et le 200 m T37 avec à chaque fois un nouveau record du monde ainsi que sur le 400 m T37. Quelques semaines plus tard, aux Jeux parapanaméricains, elle remporte cinq médailles d'or : sur le 100 m T37, le 200 m T37, le 400 m T38, le saut en longueur T36/37/38 et le 4 x 100 m universel. Cette razzia d'or lui offre le titre d'Athlète féminine de l'année aux Panam Sports Awards. L'année suivante aux Mondiaux à Kobe, elle remporte l'or sur le 200 m T38 et le 400 m T38 (en battant le record du monde 59 s 40), l'argent sur le 100 m T38 et le bronze sur le saut en longueur T38.
Aux Jeux paralympiques d'été de 2024, Karen Palomeque remporte l'or sur le 100 m T38 en battant le record du monde de la distance en 12 s 26, battant la précédente marque de 12 s 38 établit par la Britannique Sophie Hahn.

## Distinctions
- 2023 : Athlète féminine de l'année aux Panam Sports Awards[5].
- 2023 : Athlète paralympique de l'année de Colombie du journal El Espectador[7]

## Palmarès

### Jeux paralympiques
- Jeux paralympiques d'été de 2024 à Paris :
  -  100 m T38

### Championnats du monde
- Championnats du monde 2024 à Kobe :
  -  200 m T38
  -  400 m T38
  -  100 m T38
  -  saut en longueur T38
- Championnats du monde 2023 à Paris :
  -  100 m T37
  -  200 m T37
  -  400 m T37

### Jeux parapanaméricains
- Jeux parapanaméricains de 2023 à Santiago :
  -  100 m T37
  -  200 m T37
  -  400 m T37
  -  saut en longueur T36/37/38
  -  4 x 100 m universel